# Onze de Setembre (métro de Barcelone)
Onze de Setembre est une station des lignes 9 et 10 du métro de Barcelone.

## Histoire
La station ouvre au public le 26 juin 2010, lors de l'extension de la ligne 9 jusqu'à La Sagrera.